# Јас-Нађкун-Солнок (жупанија)
Јас-Нађкун-Солнок (жупанија), (мађ. Szabolcs-Szatmár-Bereg megye) је једна од жупанија региона великих равница и северне мађарске у Мађарској, налази се у западном делу регије велике северне равнице.
Реком Тисом жупанија Јас-Нађкун-Солнок је подељена на два дела, своје границе дели са мађарским жупанијама Хевеш, Боршод-Абауј-Земплен, Хајду-Бихар, Бекеш, Чонград, Бач-Кишкун и Пешта. Површина жупаније је 5.581,71 km², а седиште жупаније је град Солнок.

## Географија
Жупанија је смештена у равницама Панонске низије, има велики број сунчаних дана у години и водени талог је слаб у односу на остале крајењве мађарске. Најпознатије реке које протичу кроз жупанију су Тиса, Зађва и Тапио. Такође жупанији припада и део вештачког језера Тисе.
Национални парк Хортобађ се налази у западном делу жупаније.

## Историја
Данашња жупанија је наследник историјске вармеђе Јас-Нађкун-Солнок, која је постојала у краљевини Мађарској у другој половини 19. века. Ова историјска вармеђа је настала из две претходно постојеће Јасшаг и Нађкуншаг вармеђа и Килше-Солнок вармеђе. Име међе, Јас и Нађкун је етничког порекла, пошто су у тим крајевима живели Јаси и Кумани, Куни на мађарском језику. Током задњег жупанијског преуређења у Мађарској 1950. године, овој жупанији је придодат и западни део од реке Тисе, град и околина Тисафиреда.

### Котари у жупанији Јас-Нађкун-Солнок
У Јас-Нађкун-Солнок жупанији постоји 7 котара.
Котари у жупанији Јас-Нађкун-Солнок са основним статистичким подацима:
| Име котара        | Седиште         | Површина (km²) | Број становника (1. јануар 2007) | Број насеља |
| ----------------- | --------------- | -------------- | -------------------------------- | ----------- |
| Јасберењски       | Јасберењ        | 1161,46        | 86.895                           | 18          |
| Карцашки          | Карцаг          | 857,35         | 45.328                           | 5           |
| Кунсентмартонски  | Кунсентмартон   | 576,49         | 37.990                           | 11          |
| Мезетурски        | Мезетур         | 725,74         | 30.051                           | 5           |
| Солношки          | Солнок          | 914,48         | 123.159                          | 18          |
| Тисафиредски      | Тисафиред       | 846,60         | 39.282                           | 13          |
| Терексентмиклошки | Терексентмиклош | 499,58         | 40.917                           | 8           |

### Градови са општинском управом
- Солнок Szolnok, (75.008 ) (седиште)

### Градови са статусом носиоца општине
(Ред списка је направљен по опадајућем низу броја становника датог места, попис је из 2001. године, курзивним текстом су написана оригинална имена на мађарском језику), а у заградама је број становника.
- Јасберењ Jászberény; Кунсентмартон Kunszentmárton; Терексентмиклош Törökszentmiklós; Кунхеђеш Kunhegyes; Карцаг Karcag; Јасароксалаш Jászárokszállás; Мезетур Mezőtúr; Мартфи Martfű; Тисафиред Tiszafüred; Ујсас Újszász; Кишујсалаш Kisújszállás; Јасфењсару Jászfényszaru; Тисафелдвар Tiszaföldvár; Кендереш Kenderes; Туркеве Túrkeve; Абадсалок Abádszalók; Јасапати Jászapáti;

### Села
| - Алатћан ; - Берекфирде ; - Бешењсег ; - Вежењ ; - Ечед ; - Зађварекаш ; - Јасболдогхаза ; - Јасдожа ; - Јасфелшесентђерђ ; - Јасивањ ; - Јасјакохалма ; - Јаскишер ; - Јасладањ ; - Јассентандраш ; - Јастелек ; | - Јаношхида ; - Јасалшосентђерђ ; - Јасаго ; - Кунчорба ; - Кунмадараш ; - Кенђел ; - Кетпо ; - Кетелек ; - Мештерсалаш ; - Мезехек ; - Нађиван ; - Нађкери ; - Нађрев ; - Пустамоноштор ; | - Ракоцифалва ; - Ракоциујфалу ; - Сајол ; - Селевењ ; - Тисашаш ; - Тисабе ; - Тисасентимре ; - Тисабура ; - Тисаселеш ; - Тисадерж ; - Тисатење ; - Тисађенда ; - Тисаваркоњ ; - Тисаигар ; | - Тисаинока ; - Тисајене ; - Тисакирт ; - Тисаерш ; - Тисапишпеки ; - Тисароф ; - Томајмоноштора ; - Тосег ; - Феђвернек ; - Хуњадфалва ; - Цибакхаза ; - Чатасег ; - Черкеселе ; - Чепа ; |

 означене општине су „велика“ села.